# Bartramiales

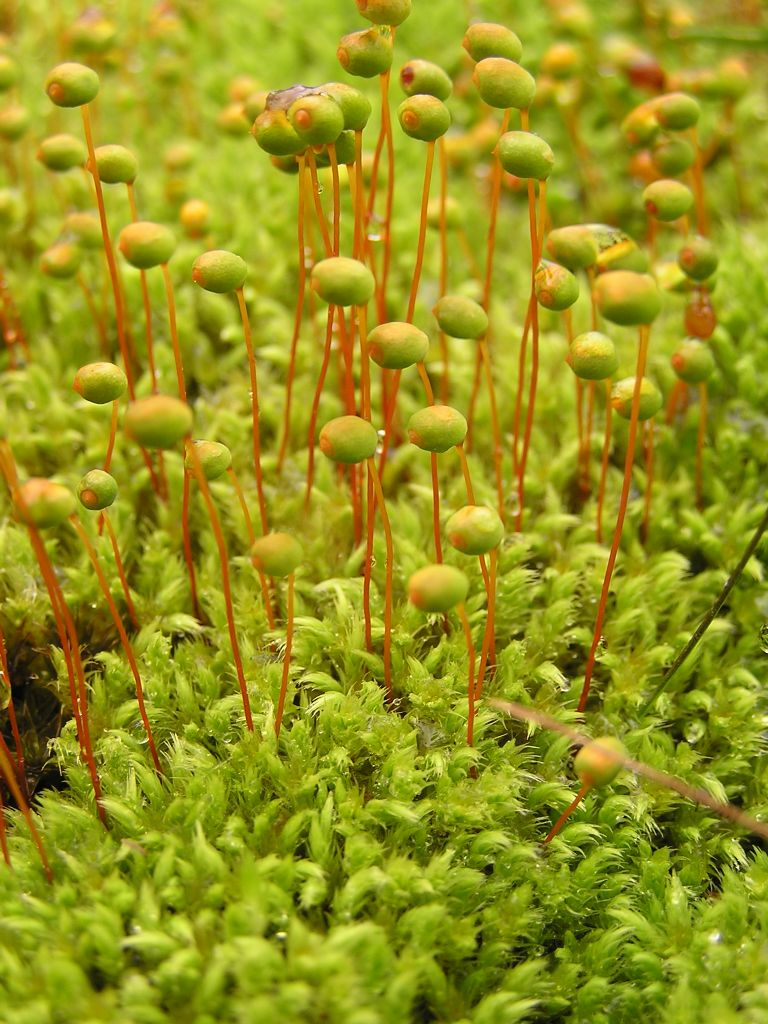
Philonotis calcarea (cápsulas).

Bartramiales é uma ordem monotípica de musgos da subclasse Bryidae da classe Bryopsida que tem Bartramiaceae como a única família integrante. Por sua vez a família Bartramiaceae agrupa 10 géneros com cerca de 375 espécies validamente descritas.

## Descrição
As espécies pertencentes à ordem Bartramiales formam denso tufos arredondados e macios, por isso frequentemente designados por almofadas, fixas ao substrato por uma densa teia de rizoides. Os tufos apresentam frequentemente coloração verde-azulada, com os filídios com superfície fortemente hidrófoba, tornando-os difíceis de molhar com água, já que esta forma gotas que escorrem rapidamente. Os filídios são geralmente lanceolados e estreitos. A margem dos filídios é quase sempre denteada. As células da lâmina são quadradas a rectangulares. Está sempre presente uma nervura central bem marcada.
Os órgãos reprodutores (os esporângios dos esporófitos) são cercados por filídios modificados, semelhantes a brácteas, que lhes dão uma aparência de flor. A haste da cápsula (a seta) é geralmente vertical. As cápsulas destes musgos são surpreendentemente arredondadas, dando-lhe o aspecto de minúsculas maçãs. O peristoma é duplo.

## Sistemática
A família Bartramiaceae foi descrita por Christian Friedrich Schwägrichen, em texto publicado na obra Species Muscorum Frondosorum p. 90 (1830). O género tipo é Bartramia Hedw.
A família Bartramiaceae tem distribuição natural cosmopolita, com 10 géneros e cerca de 375 espécies, distribuídas por 3 subfamílias:
- Subfamília Conostomoideae
  - Conostomum, 7 espécies, nas regiões temperadas a sub-antárticas do hemisfério sul;
- Subfamília Bartramioideae
  - Anacolia, 7 espécies, cosmopolita;
  - Bartramia, 60 espécies, cosmopolita, mais frequente nas regiões tropicais;
  - Flowersia, 4 espécies, América Central, nordeste da África, Himalaias;
  - Leiomela, 13 espécies, quase reduzido à região neotropical;
  - Neosharpiella, 2 espécies, América central e América do Sul, Lesoto;
  - Plagiopus, 1 espécie, hemisfério norte e Bolívia e Nova Zelândia;
    - Plagiopus oederianus;
- Subfamília Breutelioideae
  - Fleischerobryum, 2 espécies, Ásia Oriental;
  - Breutelia, 93 espécies, cosmopolita, mais frequente nas regiões subtropicais e temperadas do hemisfério sul;
  - Philonotis, 185 espécies, cosmopolita.

Alguns autores consideram ainda os seguintes géneros:
- Bartramidula
- Exodokidium
- Glyphocarpa
- Glyphocarpus
- Philonotula